# Собор Святого Макартана (Клохер)
Собор Святого Макартана (англ. St Macartan’s Cathedral) — один из двух англиканских соборов Церкви Ирландии в диоцезе Клохера (второй — собор Святого Макартана в Эннискиллене). Находится в деревне Клохер в графстве Тирон, Северная Ирландия.
Считается, что святой Мак Каиртинн (Макартан) основал монастырь и епархию в Клохере около 490 года по распоряжению святого Патрика.
В 1041 году церковь Клохера была перестроена и освящена во имя Макартана. Она была снова перестроена в 1295 году Мэтью Маккатасаидом, епископом Клохера. Церковь сгорела дотла 20 апреля 1396 года вместе с двумя часовнями, аббатством и 32-мя другими зданиями со всем их содержимым.
В 1610 году католическое аббатство и его доходы были конфискованы королём Яковом I и переданы англиканскому диоцезу Клохера.
Нынешнее здание возведено в 1744 году архитектором Джеймсом Мартином в неоклассическом стиле.